# بحور
بحّور، قرية جبلية تقع إلى الغرب من حمص، تبعد خمسين كيلومتراً من مركز المحافظة، غرب طريق «حمص- مشتى الحلو»، في مرتفعات «ظهر القصير» الشهيرة، وتتبع إدارياً لناحية «شين». ترتفع حوالي 750 متراً عن سطح البحر، كما تمتاز بطبيعتها الساحرة لكونها تقع في وادٍ محاط بالتلال والمرتفعات الجبلية الخضراء من جميع الجهات، أما مناخها البارد شتاءً والمعتدل المائل قليلاً إلى البرودة صيفاً فجعلها قرية سياحية بامتياز.

## التسمية
جاء في كتاب «جذور ريف حمص السكاني» للباحث «نعيم الزهراوي» أن: ««بحّور» تسمية سريانية تعني الغيم الصيفي، يستدل منه على المطر في الشتاء المقبل». ويدل تفسير التسمية أيضاً على قدم قرية «بحّور» وعراقتها، رغم صغرها حالياً وقلة عدد سكانها المقيمين فيها بسبب الهجرة من الريف إلى المدينة.

## مزاياها
تمتاز بحور بالمياه العذبة التي تنبع من جبالها المحيطة، وتغذّي القرى المجاورة مثل: «رباح»، و«المرانة» و«الصويري»، و«أوتان»، وناحية «شين». كما تمتاز بهوائها النقي العليل بفضل بيئتها الجبلية. يمر في القرية نهر موسمي تنحدر مياهه من أعالي جبال «ظهر القصير» المجاورة وتصب في بحيرة سد «المزينة».
يعمل معظم أبنائها في الزراعة ويعتمدون على الزراعات البعلية نظراً لقلة المياه المتوفرة للري، وأهم الزراعات المنتشرة فيها زراعة الأشجار المثمرة كالتفاح والزيتون والخوخ والكرمة، حيث تتمتع محاصيل التفاح التي تنتجها القرية بشهرة واسعة في أسواق محافظة «حمص» نظراً لجودتها ووفرتها. اشتهرت «بحور» في السابق وتحديداً في أوائل ومنتصف القرن الماضي بأنها مصدّرٌ أساسيٌ لمحاصيل العنب، وللعنب المصنّع إلى المناطق المجاورة وخاصة إلى لبنان.